# Sezoensrally
De Sezoensrally is een autorally in de Belgische plaats Bocholt in Noord-Limburg.

## Wedstrijd
De wedstrijd wordt gereden als vierde manche van het BFO Belgian Rally Championship. Ongeveer een derde van de rally wordt gereden op gravelwegen. De meeste proeven hebben echter een gemengde ondergrond, zodat niet met gravelbanden wordt gereden.

## Geschiedenis
Racing Team Moustache - kortweg RTM - is ontstaan in 1974 toen François Meuris, Mathieu Baens en Jeff "Moustache" Steensels besloten een club op te richten. De eerste organisatie was een oefenrally met 36 lokale deelnemers op 23 november 1974. In twee jaar tijd telde de club ruim 200 actieve leden en de aansluiting bij PAK Limburg was een logisch gevolg.
In 1976 organiseerde RTM de Eerste Nacht van Bocholt. Na 10 jaar organiseren op provinciaal vlak werd mede dankzij de steun van Brouwerij Martens overgestapt naar internationaal niveau. De Sezoensrally doorstond met glans een proefperiode van twee jaar en de toenmalige coëfficiënt voor het kampioenschap steeg van 1,3 in 1989 naar 1,5 in 1990.
In 1991 werd voor de eerste (en enige keer) een tweedaagse rally georganiseerd. Ondanks het feit dat de rallysport het moeilijker en moeilijker begon te krijgen, slaagde RT Moustache erin om telkens weer een succesvolle Sezoensrally in te richten. Inmiddels is het evenement uitgegroeid tot een klassieker op de Belgische rallykalender. De Sezoens zoals die vaak ingekort genoemd wordt is de enig overgebleven Limburgse rally met een eigen karakter: een parcours met meer dan 20% onverharde Maaskiezel is nergens anders in België te vinden!
Op 26 mei 2001 vierde RTM het 25-jarig jubileum van de Sezoensrally. Ieder jaar zijn er geruchten dat het weleens de laatste Sezoensrally geweest zou zijn… Maar Racing Team Moustache blijft zich bewust van de verantwoordelijkheid om rally in Limburg te blijven organiseren. De stichters van de club worden inmiddels bijgestaan door een aantal nieuwe krachten en samen werken ze verder aan… de volgende editie van de Sezoensrally!

## Palmares
| Editie | Jaar | Rijder                | Navigator         | Auto                    |
| ------ | ---- | --------------------- | ----------------- | ----------------------- |
| 44     | 2021 | Grégoire Munster      | Louis Louka       | Hyundai i20 R5          |
| 43     | 2019 | Kris Princen          | Bram Eelbode      | Volkswagen Polo GTI R5  |
| 42     | 2018 | Vincent Verschueren   | Veronique Hostens | Škoda Fabia R5          |
| 41     | 2017 | Kris Princen          | Peter Kaspers     | Škoda Fabia R5          |
| 40     | 2016 | Freddy Loix           | Johan Gitsels     | Škoda Fabia R5          |
| 39     | 2015 | Freddy Loix           | Johan Gitsels     | Škoda Fabia Super 2000  |
| 38     | 2014 | Kris Princen          | Peter Kaspers     | Subaru Impreza S12B WRC |
| 37     | 2013 | Freddy Loix           | Frédéric Miclotte | Ford Focus RS WRC 08    |
| 36     | 2012 | Pieter Tsjoen         | Eddy Chevalier    | Citroën C4 WRC          |
| 35     | 2011 | Alexandre Romain      | Bruno Brissart    | Citroën C4 WRC          |
| 34     | 2010 | Pieter Tsjoen         | Eddy Chevalier    | Ford Focus RS WRC 08    |
| 33     | 2009 | Patrick Snijers       | Wim Soenens       | Subaru Impreza WRC S12  |
| 32     | 2008 | Erik Wevers           | Jalmar Van Weeren | Ford Focus WRC 07       |
| 31     | 2007 | Larry Cols            | Filip Goddé       | Mitsubishi Lancer Evo 8 |
| 30     | 2006 | Hubert Deferm         | Willy Klein       | Subaru Impreza WRC S5   |
| 29     | 2005 | Xavier Bouche         | Philippe Lecomte  | Mitsubishi Lancer EVO   |
| 28     | 2004 | Tim Van Parijs        | Eddy Chevallier   | Toyota Corolla WRC      |
| 27     | 2003 | Piet van Hoof         | Joost Verbeek     | Mitsubishi Lancer Evo   |
| 26     | 2002 | Patrick Snijers       | Guy Marteau       | Subaru Impreza WRC      |
| 25     | 2001 | William Devos         | Remo Monchy       | Toyota Celica GT-Four   |
| 24     | 2000 | Ludwig Lauwers        | Luc Vergaelen     | Subaru Impreza WRC      |
| 23     | 1999 | Ludwig Lauwers        | Tritsmans         | Subaru Impreza          |
| 22     | 1998 | Ludwig Lauwers        | Tritsmans         | Subaru Impreza          |
| 21     | 1997 | Philippe Stéveny      | Bouvier           | Ford Escort Cosworth    |
| 20     | 1996 | Laurent Verhoestraete | Decanc            | Ford Sierra Cosworth    |
| 19     | 1995 | Magniette             | Lesuisse          | Ford Escort Cosworth    |
| 18     | 1994 | Zogola                | Vreven            | Ford Sierra Cosworth    |
| 17     | 1993 | Paul Lietaer          | Demaegd           | Ford Escort Cosworth    |
| 16     | 1992 | Paul Lietaer          | Demaegd           | Ford Escort Cosworth    |
| 15     | 1991 | Grammet               | Meert             | Ford Sierra Cosworth    |
| 14     | 1990 | Boon                  | Pauwels           | Mazda RX7               |
| 13     | 1989 | Boon                  | Pauwels           | Mazda RX7               |
| 12     | 1988 | Andries               | Doms              | Opel Ascona             |
| 11     | 1987 | Gaban                 | Guillemin         | Porsche 911             |
| 10     | 1986 | Gaban                 | Guillemin         | Porsche 911             |
| 9      | 1985 | Gaban                 | Briesen           | Porsche 911             |
| 8      | 1984 | Boon                  | Van Bourgonie     | Opel Kadett             |
| 7      | 1983 | Jaspers               | Mandelaere        | Opel Ascona             |
| 6      | 1982 | Jorissen              | Vrijens           | Opel                    |
| 5      | 1981 | Boon                  | Van Bourgonie     | Opel Kadett             |
| 4      | 1980 | Boon                  | Vranckx           | Opel Kadett             |
| 3      | 1979 | Boon                  | D'heur            | Opel Kadett             |
| 2      | 1978 | Olson                 | Carp              | Toyota Corolla          |
| 1      | 1977 | Fontaine              | Smeets            | Ford Escort             |
| x      | 1976 | Baens                 | Raeyen            | DAF 66                  |

- 2012: Gestaakt na een dodelijk ongeval. 1/4 wedstrijd gereden, halve punten.
- 2020: Afgelast door coronacrisis.
- 2021: Uitgesteld naar 16 oktober 2021 door coronacrisis.